# Tubiporella magnirostris
Tubiporella magnirostris är en mossdjursart som först beskrevs av William MacGillivray 1883.  Tubiporella magnirostris ingår i släktet Tubiporella och familjen Didymosellidae. Inga underarter finns listade i Catalogue of Life.